# Anne Broecker
Annette Gabriele Henriette von Broecker (* 3. Januar 1893 in Riga; † 13. Januar 1983 in Kronberg im Taunus) war eine deutsche Dozentin, Schulleiterin und Wohlfahrtspflegerin.

## Leben und Wirken
Annette Gabriele Henriette war die Tochter des Rechtsanwalts Heinrich von Broecker (das Geschlecht gehörte über mehrere Generationen hindurch zum Patriziat von Kolberg) und dessen Ehefrau Hedwig Maria, geb. Moritz. In Freiburg im Breisgau besuchte Broecker das neunklassige Gymnasium. Ihr Abitur legte sie im Sommer 1912 ab. Anschließend studierte sie in Freiburg und ab dem Sommersemester 1917 in Heidelberg Nationalökonomie. In letztgenannter Stadt promovierte sie zum Dr. phil. Ihre 50 Seiten umfassende Dissertation, Gutachter Eberhard Gothein, befasste sich mit dem Thema „Individuum und Gemeinde des religiösen Individualismus soziologisch und wirtschaftlich betrachtet an drei Grundtypen“. Es folgte noch eine Ausbildung zur Wohlfahrtspflegerin und eine anschließende Tätigkeit in der öffentlichen Gesundheitsfürsorge, die zu ihrer Zeit noch ein „Gebiet medizinalpolizeilicher Vorschriften“ war, wie sie in einer ihrer Veröffentlichungen schrieb:

„Noch vor vielleicht 25 Jahren war das gesamte öffentliche Gesundheitswesen ein Gebiet medizinalpolizeilicher Vorschriften, bei denen das Volk nur Objekt blieb, während auf der anderen Seite die Jugendbewegung und die Naturheilbewegung, aus dem lebendigen Drang des Volkes nach Gesundheit und Körperpflege kommen, keinen unmittelbaren Kontakt mit der medizinischen Wissenschaft hatten. Diese Beziehung, und damit im Sinne Simmels die Kultur, auf dem Gebiet der Gesundheitspflege zu schaffen und zu fördern, ist die Sache der Gesundheitsfürsorgerin, d. h. die Aufgabe der Frau in der Gesundheitsfürsorge, der Fürsorgerin. Denn diese Beziehung wird nicht bewirkt durch tote Worte, sie muß in jedem einzelnen Fall wirklich geschaffen werden durch intuitives Erfassen der Mentalität des anderen und die Fähigkeit verständnisvoller Übermittlung.“

Im Jahre 1929 übernahm Broecker eine hauptamtliche Dozentur an der „Staatlichen Wohlfahrtsschule Hellerau“. Dort zeichnete sie für die „Organisation der praktischen Arbeit“ verantwortlich. Anfang 1933 übernahm sie die Verantwortung für die „Soziale Frauenschule Dresden. Wohlfahrtsschule des Landesverbandes für christlichen Frauendienst in Sachsen“, wechselte jedoch bereits im September 1933 als Leiterin an die staatlich anerkannte Frankfurter „Frauenschule für Volkspflege“, die sie ganz im Sinne der nationalsozialistischen Weltanschauung führte. Beispielsweise konstatierte die Schulleiterin über das Unterrichtsfach „Gesundheitsführung“:

„Im ersten Schuljahr bildet die Volksgesundheitslehre vom rassischen Gesichtspunkt der Erblehre und Eugenik das Hauptgebiet des Unterrichts. Die Grundbedingungen der Gesunderhaltung und körperlichen Ertüchtigung des Menschen werden unter besonderer Berücksichtigung der Aufgabengebiete von Frau und Mutter dargestellt.“

Und an anderer Stelle berichtete sie einer Promovendin, die über die Wohlfahrtsschulen im Deutschen Reich eine Arbeit verfasste:

„Ein besonderes Fach, nationalsozialistische Weltanschauung, führt in die Geschichte und Aufbau der Bewegung ein. Praktische Kurse, in denen die Schülerinnen nach den Richtsätzen der erwerbslosen Bevölkerung oder eines Arbeiterhauses einzuteilen und kochen lernen, wurden im Sinne nat.soz. Hauswirtschaft geführt... Fortbildungs- und Schulungslehrgänge, Freizeit für Volkspflegerinnen, ein Schnellkursus für 800 Helferinnen des Winterhilfswerks, ein Kursus für die Leiterinnen der Kreisfrauenschaft, ein Abendkurs für die Beamten des Städtischen Jugendamtes u. a., wurden unter der Leitung der Schule abgehalten.“

In ihrem Aufsatz Neue Wege in der Ausbildung der Wohlfahrtspflegerin konstatierte Broecker, dass in der Frauenschule für Volkspflege (Wohlfahrtsschule für Hessen-Nassau und Hessen), Frankfurt a. M. die Vorbereitung für den Beruf der Wohlfahrtspflegerin im Wesentlichen folgende drei Aufgaben zu erfüllen hat:

„Durch den Unterrichtsstoff soll die Schülerin mit den Erscheinungen des normalen Volksleben bekannt gemacht werden. Hierdurch wird ihr gleichzeitig der Teil von Allgemeinbildung vermittelt, der eine Ideologie der sozialen Arbeit darstellt. Darauf aufbauend muß sie die Gefahren und Schäden am Volkskörper und die sozialen Hilfsmöglichkeiten kennenlernen.
Methodisch soll in der künftigen Wohlfahrtspflegerin die Fähigkeit zum organischen Sehen und Denken erzogen werden.
Das Gemeinschaftsleben der Schule hat sie auf den Dienst am Volke vorzubereiten.“

Nach 1945 musste Broecker die Frankfurter Ausbildungsstätte verlassen, da sie Mitglied der NSDAP war. Doch wenige Jahre später unterrichtete sie dort wieder als nebenamtliche Lehrkraft. Ihre letzten Lebensjahre verbrachte Broecker im „Altkönigsstift“ in Kronberg.

## Veröffentlichungen (Auswahl)
- Individuum und Gemeinde des religiösen Individualismus soziologisch und wirtschaftlich betrachtet an drei Grundtypen, in: Jahrbuch der Philosophischen Fakultät Heidelberg 1920/21, S. 97–99
- Zum Unterricht in Volkskunde an der Frauenschule für Volkspflege in Frankfurt a. M., in: Nachrichten des Deutschen Vereins 1940, S. 209–210